# Mirrors (singel Natalii Kills)
„Mirrors” – piosenka electropopowa stworzona na pierwszy album studyjny brytyjskiej piosenkarki Natalii Kills pt. Perfectionist (2011). Wyprodukowany przez Akona, Giorgio Tuinforta i Martina Kierzenbauma, utwór wydany został jako inauguracyjny singel promujący krążek dnia 10 sierpnia 2010 roku.

## Informacje o utworze
Autorami utworu są sama Natalia Kills oraz raper Akon, Giorgio Tuinfort i Martin „Cherry Cherry Boom Boom” Kierzenbaum.
„Mirrors” jest kompozycją synthpopową, gromadzącą w sobie elementy electropopu oraz rocka elektronicznego. Piosenkę zrealizowano w mrocznej konwencji dźwiękowej, przez co brytyjski serwis internetowy Digital Spy określił jej gatunek jako „gotycki pop”. Tekst utworu porusza temat relacji interpersonalnych oraz związków seksualnych.
Wielu krytyków muzycznych dostrzegło podobieństwo pomiędzy warstwami dźwiękowymi „Mirrors” a singlem „Sweet Dreams (Are Made of This)” zespołu Eurythmics.

## Wydanie singla
Utwór posłużył za pierwszy oficjalny singel promujący debiutanckie wydawnictwo albumowe Natalii Kills, choć już grudniem 2009 nadchodzący projekt reklamował singel promocyjny, „Zombie”.
Światowa premiera singla „Mirrors” nastąpiła na ponad pół roku przed wydaniem albumu Perfectionist (2011), 10 sierpnia 2010 roku; wówczas utwór opublikowano w sprzedaży cyfrowej na terenie Stanów Zjednoczonych. Mimo to, kompozycja nie zyskała rozgłosu w USA, co przełożyło się na brak jej powodzenia w stacjach radiowych i sklepach internetowych. Zimą i wiosną 2011 rozpoczęła się dystrybucja „Mirrors” w krajach Europy.
Singel zyskał umiarkowany sukces na listach przebojów, obejmując pozycje w Top 60 wszystkich zestawień, na których był notowany, w tym miejsca w Top 10 czterech z nich. W Austrii piosenka debiutowała z pozycji #11, a jako szczytne zajęła miejsce siódme. W Kanadzie singel uplasował się na miejscu #46, natomiast w Szwajcarii − na miejscu #52. „Mirrors” został przebojem w Niemczech (pozycje dziesiąta na Top 100 Singles Chart) oraz w Polsce (miejsce drugie listy przebojów airplayowych).

## Teledysk
Wideoklip do utworu „Mirrors” wyreżyserowali wspólnie Natalia Kills oraz artysta ukrywający się pod pseudonimem G, z którym wokalistka współpracowała już na planie internetowego projektu serialowego Love, Kills xx. Premiera klipu odbyła się 29 listopada 2010 roku za pośrednictwem oficjalnych kont Kills w serwisach Vevo.com i YouTube. Na antenach polskich stacji telewizyjnych teledysk pojawił się w pierwszym kwartale 2011.
Klip rozpoczyna ujęcie wokalistki malującej usta szminką wewnątrz samochodu. Kills pojawia się w przyciemnionym pomieszczeniu, w którym stoi jedynie tytułowe lustro. Gdy niespodziewanie przebiega za nią niewidoczna postać, obraca się. Wówczas zostaje złapana przez ręce, które wyłaniają się z lustra; w rezultacie, akcja przenosi się na drugą stronę zwierciadła. W kolejnych scenach, kolejno zatytułowanych Vanity (pol. „próżność”), Control (kontrola) i Sex (seks), Kills stoi z siekierą w dłoniach na szklanej trumnie, w której znajduje się mężczyzna filmujący jej ruchy, śpiewa do trzymanej w ręce czaszki, nawiązując do szekspirowskiego Hamleta, a także dominuje nad partnerem z przewiązanymi opaską oczami podczas praktyk BDSM.

## Promocja
W drugiej połowie 2010 Kills występowała z utworem w Ameryce Północnej i Europie podczas koncertów, które złożyły się na tournée All Hearts Tour amerykańskiej wokalistki Kelis i Szwedki Robyn.

## Listy utworów i formaty singla
| Ogólnoświatowy digital download 1. „Mirrors” – 3:16 Niemiecki singel CD 1. „Mirrors” – 3:16 2. „Mirrors” (FrankMusik Obsidian Overkill Remix) – 3:19 Niemieckie promo CD złożone z remiksów 1. „Mirrors” – 3:16 2. „Mirrors” (FrankMusik Obsidian Overkill Remix) – 3:20 3. „Mirrors” (Doctor Rosen Rosen Rx Remix) – 4:49 4. „Mirrors” (Sketch Iz Dead Remix) – 4:15 5. „Mirrors” (Moto Blanco Radio) – 2:55 | Amerykańskie promo CD złożone z remiksów 1. „Mirrors” (Sketch Iz Dead Remix) – 4:15 2. „Mirrors” (Doctor Rosen Rosen Rx Remix) – 4:49 3. „Mirrors” (Moto Blanco Dub) – 7:10 4. „Mirrors” (Purple Crush Remix) – 4:06 Amerykańskie promo CD złożone z remiksów #2 1. „Mirrors” (Adrian Lux Remix) – 6:33 2. „Mirrors” (Frankmusik Obsidian Overkill Mix) – 3:20 3. „Mirrors” (Chris Moody Remix) – 6:39 4. „Mirrors” (Jeff T Club Remix) – 6:01 |

## Pozycje na listach przebojów
| Kraj               | Notowanie (2011)     | Wydawca              | Najwyższa pozycja |
| ------------------ | -------------------- | -------------------- | ----------------- |
| Austria            | Top 75 Singles       | Ö3 Austria Top 40    | 7                 |
| Belgia ( Flandria) | Ultratip 30          | Ultratop             | 18                |
| Kanada             | Canadian Hot 100     | Billboard            | 46                |
| Niemcy             | Top 100 Singles      | Media Control Charts | 10                |
| Polska             | Airplay Top 20       | ZPAV                 | 2                 |
| Stany Zjednoczone  | Hot Dance Club Songs | Billboard            | 3                 |
| Szwajcaria         | Top 100 Singles      | Schweizer Hitparade  | 52                |

## Historia wydania
| Kraj              | Data             | Format                                         |
| ----------------- | ---------------- | ---------------------------------------------- |
| Stany Zjednoczone | 10 sierpnia 2010 | digital download                               |
| Niemcy            | 3 września 2010  | digital download                               |
| Wielka Brytania   | 3 września 2010  | digital download                               |
| Stany Zjednoczone | 2 listopada 2010 | digital download (promo złożone z remiksów)    |
| Niemcy            | 10 stycznia 2011 | digital download (promo złożone z remiksów)    |
| Niemcy            | 11 lutego 2011   | singel CD                                      |
| Wielka Brytania   | 18 kwietnia 2011 | singel CD                                      |
| Stany Zjednoczone | 26 kwietnia 2011 | digital download (promo złożone z remiksów #2) |